# 带叶风毛菊
带叶风毛菊（学名：Saussurea loriformis）是菊科风毛菊属的植物，是中国的特有植物。分布在中国大陆的西藏、四川、云南等地，生长于海拔4,100米至4,800米的地区，多生在高山荒漠、草坡或灌丛草地，目前尚未由人工引种栽培。